# District de Gopalganj (Bangladesh)
Ne doit pas être confondu avec District de Gopalganj (Bihar).
Pour les articles homonymes, voir Gopalganj.
Gopalganj est un district du Bangladesh. Il est situé dans la division de Dhaka. La ville principale est Gopalganj.

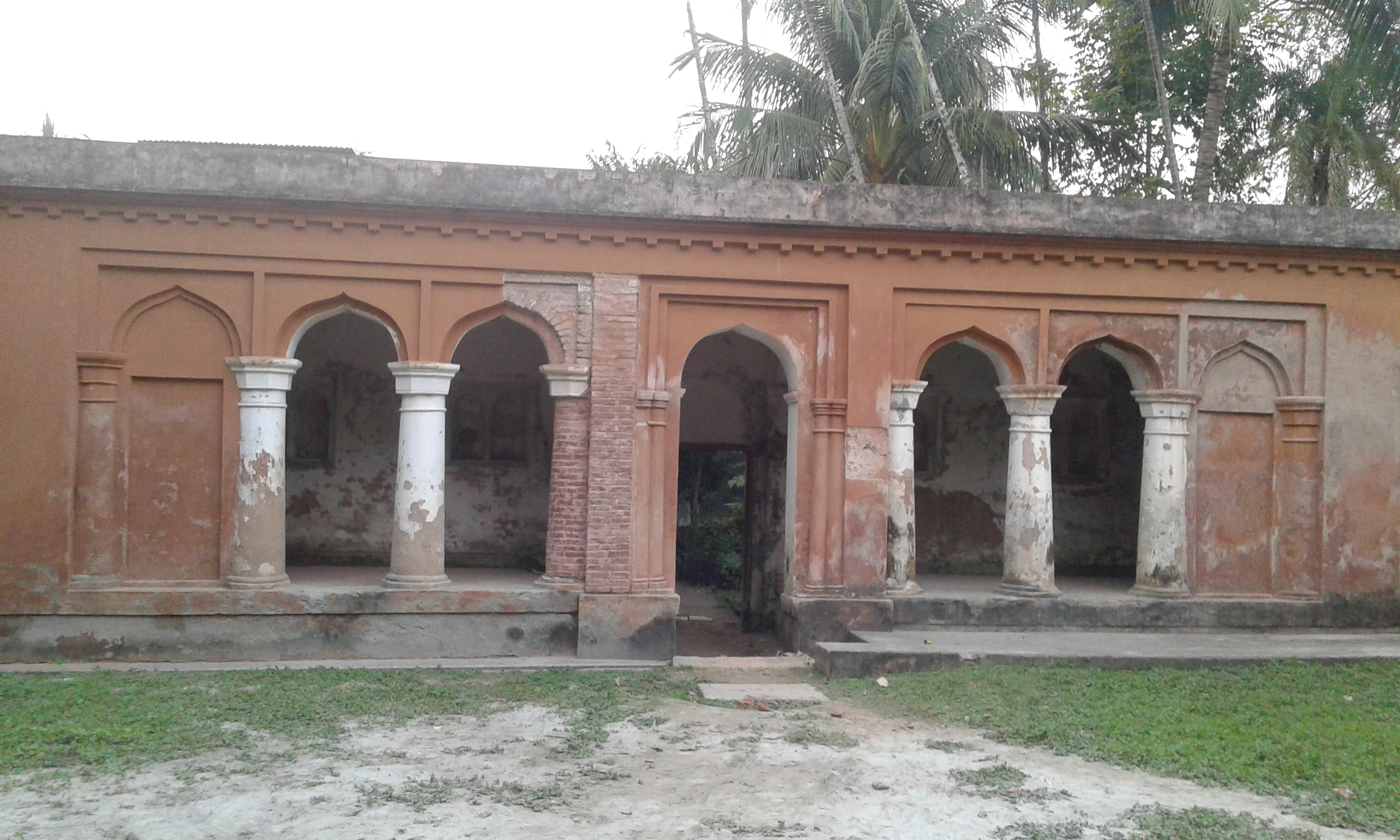
Maison de Cheikh Mujibur Rahman